# قوات الحرية المتحدة
قوات الحرية المتحدة (بالتركية: Birleşik Özgürlük Güçleri)‏ هي ميليشيا مغتربة تتكون من عدة منظمات اشتراكية ثورية تركية، وأبرزها الحزب الشيوعي الثوري. تنشط الميليشيا في صراع روج آفا في الحرب الأهلية السورية.
تأسست الميليشيا في ديسمبر 2014 في كوباني داخل منطقة الإدارة الذاتية لشمال وشرق سوريا المتمتعة بالحكم الذاتي بحكم الأمر الواقع في سوريا. إنها مستوحاة من الألوية الدولية للحرب الأهلية الإسبانية.
لم ينضم كل من الماركسية اللينينية الحزب الشيوعي السائد عليه Hoxhaist والحزب الشيوعي التركي (الماركسي – اللينيني) الماوي لقوات الحرية المتحدة، ولكنهما شكلَا تابور الحرية العالمي في يونيو 2015 بالتعاون مع مجموعة شيوعية أخرى من تركيا، وإسبانيا واليونان.

## مجموعات الأعضاء

### الحزب الكوموني الثوري
الحزب الكوموني الثوري (بالتركية: Devrimci Komünarlar Partisi)‏ هو مجموعة اشتراكية ثورية تركية. لقد تأسس الحزب في فبراير 2016 إثر إندماج منظمة التحرير الثورية البروليتارية (بالتركية: Proleter Devrimci Kurtuluş Örgütü)‏ وحزب الثورة التركي (بالتركية: Türkiye Devrim Partisi)‏. انضم المقر الثوري إليه في عام 2017. الحزب هو المجموعة الأبرز وراء قوات الحرية المتحدة وهو أيضًا جزء من تحالف الحركة الشعبية الثورية المتحدة في تركيا مع حزب العمال الكردستاني وتسع مجموعات أخرى.

### اتحاد الدعاية المسلحة الماركسية اللينينية
اتحاد الدعاية المسلحة الماركسية اللينينية - الجبهة الثورية (بالتركية: Marksist Leninist Silahlı Propaganda Birliği-Devrim Cephesi)‏، هي جماعة مسلحة شيوعية من تركيا. تم إنشاء الكتيبة من قبل المقر الثوري وقد سمي اتحاد الدعاية المسلحة الماركسية اللينينية على اسم ألبير شاكاس، وهو مقاتل اتحاد الدعاية المسلحة الماركسية اللينينية قُتل أثناء معركة في روجافا. كما أنه جزء من الحركة الشعبية الثورية المتحدة.

أحد الأعلام التي استخدمتها التمرد الاجتماعي. تستخدم المجموعة أيضًا علمًا فوضويًا بيئيًا باللونين الأخضر والأسود.

### التمرد الاجتماعي
التمرد الاجتماعي (بالتركية: Sosyal İsyan)‏، هي مجموعة لاسلطوية خضراء وبرنامجية من تركيا، تأسست في عام 2013، بمنطقة توزشاير في أنقرة. يستشهد أعضاء المجموعة بتأثير ألفريدو إم. بونانو ونستور ماخنو وبيير جوزيف برودون.

### الوحدات

علم قوى حرية المرأة.

- قوى حرية المرأة (Kadın Özgürlük Gücü)[7]
- الجبهة الثورية
  - المقر الثوري
- منظمة مليشيا قوى الحرية عزيز جولر[7]
- فريق قادر أورتكايا[7]
- فريق قزلباش[7]
- مدرسة ماهر أرباتشاي للحرب الثورية[7]
- مفرزة نجدت أدالي[7]
- فريق سبارتاكوس[7]
- كتيبة الشهيد بدرالدين[7]
- فريق قادر أورتاكايا[7]
- جبهة العمل والحرية[8][9]

## الجدل مع تركيا
في 21 سبتمبر 2015، قُتل قائد القوات عزيز غولر (الاسم الحركي: Rasih Kurtuluş) بانفجار لغم أرضي أثناء قتال ضد تنظيم الدولة الإسلامية. لقد نقل جثمانه إلى مستشفى في سري كانيه (رأس العين) لإعادته إلى تركيا. أثار رفض السلطات التركية السماح بدخول جثمانه إلى البلاد الجدل. استأنفت عائلته أمام محافظة منطقة سروج، التي رفضت طلبهم بسبب أمر غير مرئي صادر عن مجلس الوزراء التركي، والمحكمة الدستورية التركية، التي رفضت أيضًا طلباتهم، قبل اللجوء إلى المحكمة الأوروبية لحقوق الإنسان. كانت هناك احتجاجات ضد السلطات التركية وقد جمعت عريضة على موقع Change.org عدد 23،738 توقيعًا. وبعد 59 يومًا، دخل جثمان جولر لتركيا ودُفن في إسطنبول في 22 نوفمبر 2015.

## روابط خارجية
- الموقع

## فهرس
- The Carter Center (27 فبراير 2017). "Foreign Volunteers for the Syrian Kurdish Forces" (PDF). أتلانتا: مركز كارتر. مؤرشف من الأصل (PDF) في 2020-11-11. {{استشهاد بمجلة}}: الاستشهاد ب$1 يطلب |$2= (مساعدة)